# Playa Puntas de Calnegre (Lorca)

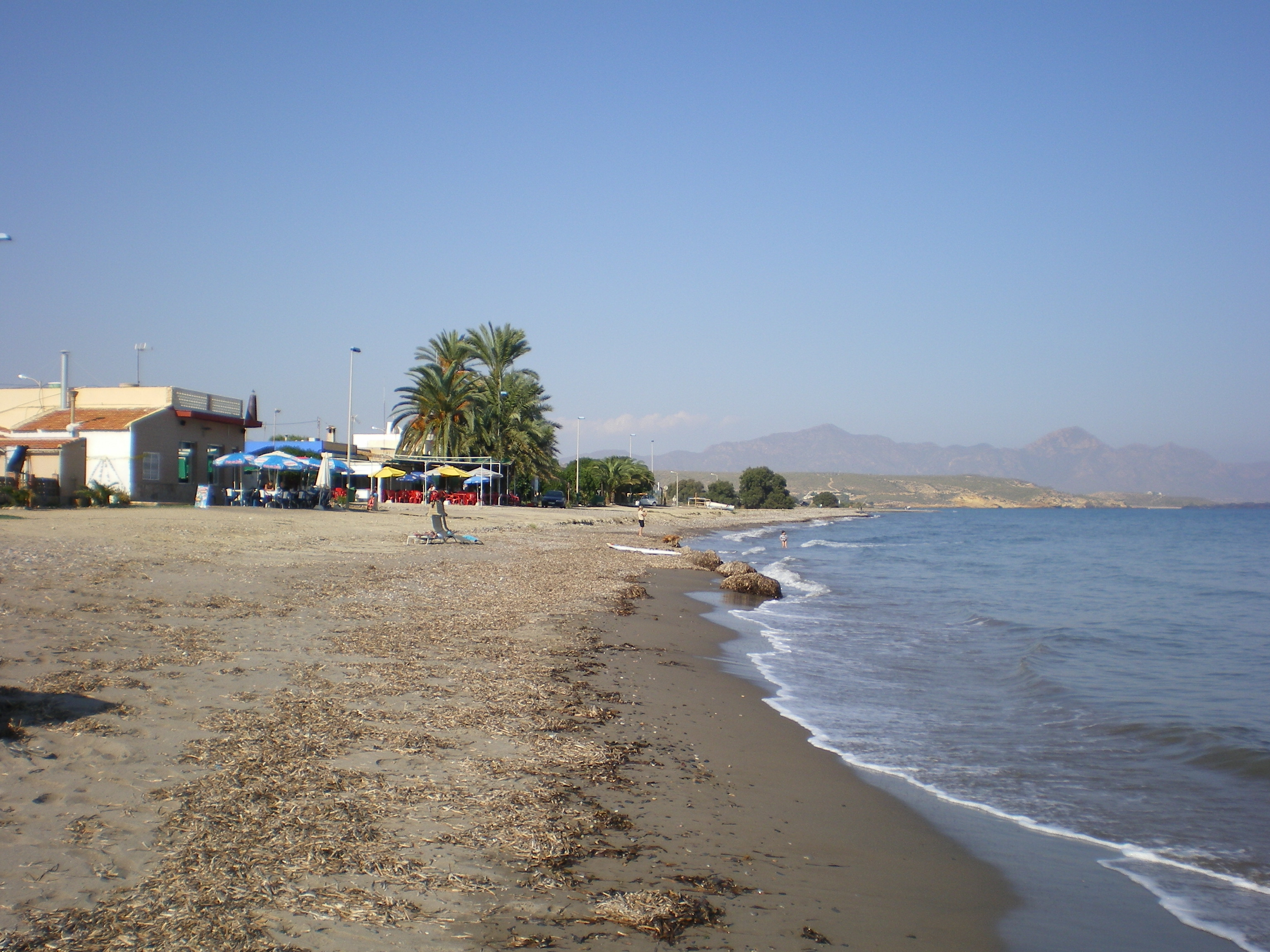
Vista de la playa. A la izquierda el poblado Puntas de Calnegre.

La Playa Puntas de Calnegre está situada en el pueblo de Puntas de Calnegre, en la pedanía de Ramonete, perteneciente al municipio de Lorca (Murcia) España. Se compone de arena y grava y tiene una ocupación moderada. Tiene una longitud de 1.100 metros y una anchura media de 30 metros aproximadamente
La playa cuenta con servicio de socorrista.